# 12898 Mignard
12898 Mignard este un asteroid din centura principală de asteroizi.

## Descriere
12898 Mignard este un asteroid din centura principală de asteroizi. A fost descoperit pe 14 septembrie 1998 la Stația Anderson Mesa în cadrul programului LONEOS. El prezintă o orbită caracterizată de o semiaxă mare de 3,18 ua, o excentricitate de 0,15 și o înclinație de 6,4° în raport cu ecliptica.